# Шибилгі
Шибилгі́ (рос. Шибылги, чув. Энтрияль) — село у складі Канаського району Чувашії, Росія. Адміністративний центр Шибилгинського сільського поселення.
Населення — 784 особи (2010; 766 у 2002).
Національний склад:
- чуваші — 98 %